# Feste e tradizioni popolari della Sicilia

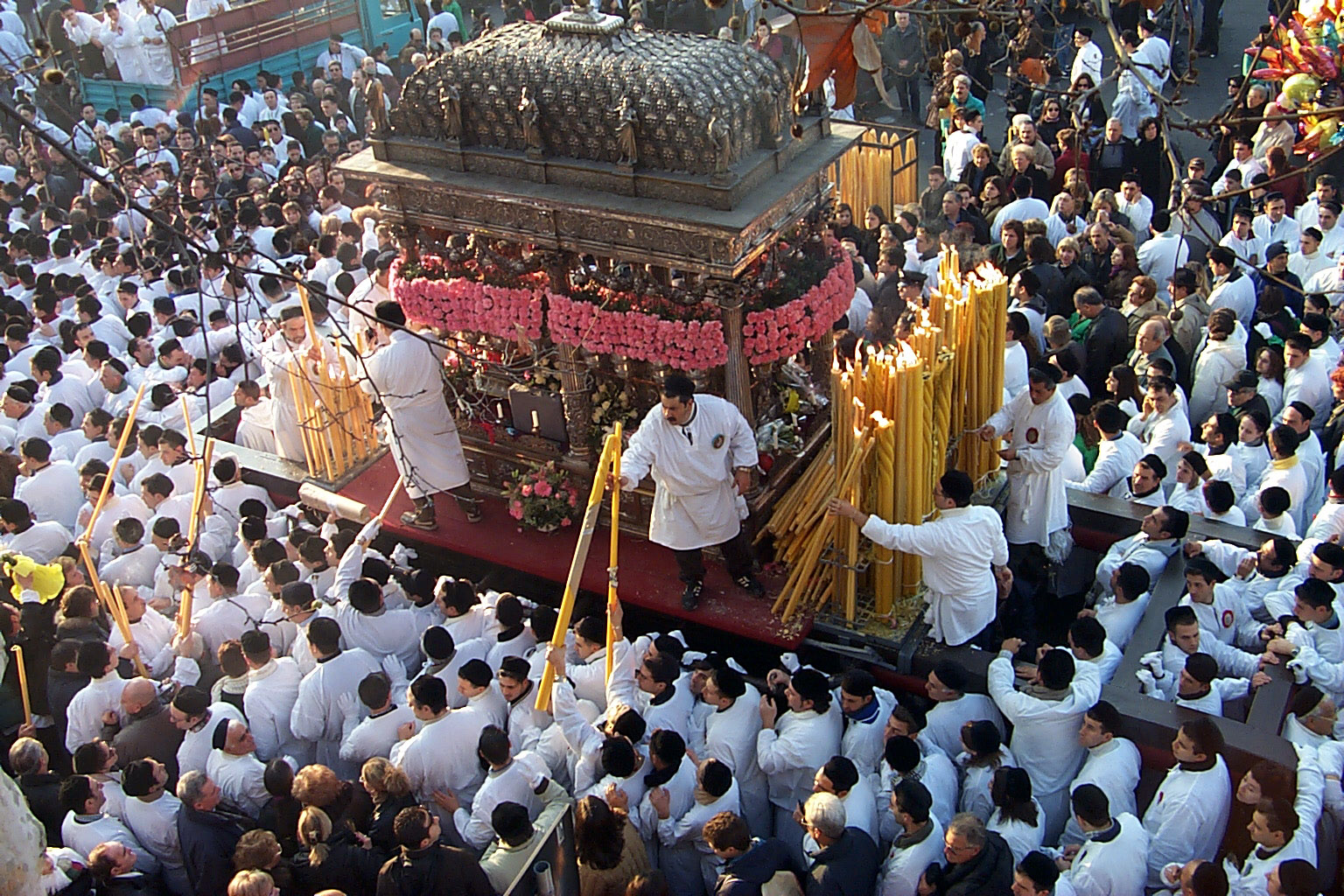
Festa di S.Agata a Catania

La Sicilia vanta il permanere di importanti feste e tradizioni religiose in ogni parte del suo territorio. Molte di esse attingono alla tradizione cristiana mentre altre mostrano importanti commistioni con eventi storici e traduzioni pagane acquisite in ambito cattolico. Ogni città e ogni provincia possiede un evento che evidenzia il forte legame ancora esistente con essi.

## Eventi per provincia

### Provincia di Agrigento
| Data             | Data      | Festività                                           | Città                   | Note                                                                                   |
| ---------------- | --------- | --------------------------------------------------- | ----------------------- | -------------------------------------------------------------------------------------- |
|                  | marzo     | Festa del mandorlo in fiore                         | Agrigento               | Festival di musiche e tradizioni popolari presso la Valle dei Templi.                  |
| 19               | marzo     | Festa di San Giuseppe                               | Ribera                  |                                                                                        |
| venerdì Santo    |           | Riti del venerdì Santo                              | Burgio                  |                                                                                        |
| Pasqua           |           | Festa di Pasqua                                     | Lucca Sicula            | Tradizionali Rigattiate dei simulacri di San Michele Arcangelo e San Giovanni Battista |
| 1-2-3            | maggio    | Festa del SS. Crocifisso di Siculiana               | Siculiana               | dal 29 aprile al 3 maggio nella splendida Siculiana, lungo la costa agrigentina        |
| prima domenica   | maggio    | Festa del SS Crocifisso di "Tuvagli"                | Cammarata               |                                                                                        |
| prima domenica   | giugno    | Festa di Santa Rosalia                              | Santo Stefano Quisquina |                                                                                        |
| seconda domenica | giugno    | Festa del SS Crocifisso                             | San Giovanni Gemini     |                                                                                        |
| 17-18            | giugno    | Festa di San Calogero                               | Santo Stefano Quisquina |                                                                                        |
| 10-20            | luglio    | Festa Maria SS del monte                            | Racalmuto               |                                                                                        |
| 31               | luglio    | Festa del raccolto                                  | Cianciana               |                                                                                        |
| prima domenica   | agosto    | Festa Maria SS del Mirto                            | Villafranca Sicula      |                                                                                        |
| prima domenica   | agosto    | Festa di San Vincenzo Ferreri                       | Calamonaci              |                                                                                        |
| seconda domenica | agosto    | Festa di Santa Maria del Rifesi                     | Burgio                  |                                                                                        |
| 11-18            | agosto    | Festa Maria SS Cacciapensieri e S. Giuseppe         | Cammarata               |                                                                                        |
| ultima domenica  | agosto    | Festa Madonna della Rocca                           | Alessandria della Rocca |                                                                                        |
| 4                | settembre | Festa di Santa Rosalia                              | Bivona                  |                                                                                        |
| 12               | settembre | Festa del SS Crocifisso                             | Lucca Sicula            |                                                                                        |
| 4                | ottobre   | Festa di San Francesco                              | Bivona                  |                                                                                        |
| 4-5              | ottobre   | Festa della Madonna del Rosario e sagra del "maccu" | Raffadali               |                                                                                        |
| seconda domenica | ottobre   | Festa Madonna della provvidenza                     | San Giovanni Gemini     | detta Fera di sutta u cùozzo a                                                         |
| 17               | novembre  | Festa di San Giacinto Giordano Ansalone             | Santo Stefano Quisquina |                                                                                        |
| terza domenica   | Maggio    | Maria SS dell'udienza                               | Sambuca di Sicilia      |                                                                                        |

### Provincia di Catania
| Data                               | Data             | Festività                                             | Città                       | Note |
| ---------------------------------- | ---------------- | ----------------------------------------------------- | --------------------------- | --- |
| 8-16                               | gennaio          | Novena di preparazione alla festa di S. Antonio Abate | Nicolosi                    | |
| 16-17                              | gennaio          | Festa di S. Antonio Abate                             | Nicolosi                    | |
| 17 e domenica successiva           | gennaio          | Festa di S. Antonio Abate                             | Pedara                      | Processione del simulacro seicentesco del Santo per le vie del paese; benedizione degli animali sul sagrato della chiesa omonima; accensione del tradizionale Fuoco per la svelata e la velata; vendita dei cucciddati; benedizione degli automezzi; vendita all'incanto (o asta) dei doni in natura offerti al santo. Spettacoli pirotecnici. |
| 20                                 | gennaio          | Festa di San Sebastiano                               | Acireale                    | La festa religiosa consiste in una processione che parte in mattinata dalla Basilica dedicata al Santo con in testa il Fercolo di San Sebastiano e si sposta per la città toccando i quartieri storici e quelli più moderni. |
| 22                                 | gennaio          | Festa di San Vincenzo martire                         | Adrano                      | |
| 3                                  | febbraio         | Festa di San Biagio                                   | Pedara                      | Con esposizione del pregevole ed artistico Simulacro del Santo; vendita dei cucciddati e benedizione della gola. |
| 3 - 5                              | febbraio         | Festa di Sant'Agata                                   | Catania                     | Festa della patrona con processione di migliaia di fedeli, con le "candelore". Indossando il tradizionale abito bianco, i fedeli, portano in processione l'effige della patrona per le vie del centro storico. |
| 19                                 | febbraio         | Festa di S. Antonio di Padova                         | Nicolosi                    | |
|                                    | febbraio         | Carnevale di Acireale                                 | Acireale                    | Tra i più importanti della Sicilia e d'Italia, è considerato una naturale continuazione della festa religiosa. La prima edizione nota è quella del 1594 e si è proseguita la tradizione ogni anno, salvo nei periodi bellici e dopo il terremoto del Val di Noto. Oggi è accompagnato da una competizione per i carri allegorici, infiorati e in miniatura più belli. |
| 18-19                              | marzo            | Festa di S. Giuseppe                                  | Nicolosi                    | Processione del fercolo con il Simulacro del Santo per le vie del paese, "Asta in Piazza" dei beni e primizie locali raccolti durante la processione. |
| 19                                 | marzo            | Festa di S. Giuseppe                                  | Randazzo                    | Compatrono della città. Dal 1982 si svolge una fiaccolata in ricordo di un presunto miracolo di San Giuseppe, che nel marzo 1981 salvò Randazzo dalla minaccia della lava. |
| 19                                 | marzo            | Festa di S. Giuseppe                                  | Adrano, Pedara              | |
| 25                                 | marzo            | Festa di Maria SS. Annunziata                         | Pedara                      | Svelata del Simulacro della Madonna e celebrazioni presso il Santuario. |
| Domenica delle palme               | marzo-aprile     | La Passione di Cristo                                 | Caltagirone                 | |
| Domenica delle palme               | marzo-aprile     | La Passione di Cristo                                 | Adrano                      | rappresentazione della Via Crucis |
| Domenica delle palme               | marzo-aprile     | La Passione di Cristo                                 | Nicolosi                    | "A troccula" suonata dai ragazzi delle due parrocchie (strumento che viene suonato per le vie del paese, anziché suonare le campane) |
| Domenica delle palme               | marzo-aprile     | La Passione di Cristo                                 | Pedara                      | Svelata del Simulacro della Madonna e celebrazioni presso il Santuario. |
| Mercoledì Santo                    | marzo-aprile     | Processione del Cristo alla Colonna                   | Vizzini                     | |
| Giovedì Santo                      | marzo-aprile     | Processione del Cristo alla Colonna                   | Adrano                      | in cui il secentesco simulacro ligneo viene portato con passi lenti - tre avanti e uno indietro - a spalla dai cittadini, e compie la visita ai Sepolcri. |
| Venerdì Santo                      | marzo-aprile     | Venerdì Santo                                         | Caltagirone                 | Processione del Cristo Morto e dell'Addolorata |
| Venerdì Santo                      | marzo-aprile     | Venerdì Santo                                         | Vizzini                     | Processione della "Addolorata" |
| Venerdì Santo                      | marzo-aprile     | Venerdì Santo                                         | Adrano                      | al mattino la processione della Madonna Addolorata, e la sera il trasporto della Bara col Cristo Morto, detto U Lizzanti, al cui passaggio la folla in strada intona un antico canto funebre |
| Venerdì Santo                      | marzo-aprile     | Venerdì Santo                                         | Nicolosi                    | processione del Cristo Morto e dell'Addolorata per le vie del centro storico e salita al Calvario |
| Venerdì Santo                      | marzo-aprile     | Venerdì Santo                                         | Pedara                      | Scesa 'a cruci (Ascesa dalla Croce) e processione con i simulacri del Cristo morto, dell'Addolorata e di San Giovanni Evangelista. |
| Sabato Santo                       | marzo-aprile     | A cascata da tila                                     | Nicolosi                    | discesa del sudario dalla croce |
| Sabato Santo                       | marzo-aprile     | A cascata da tila                                     | Pedara                      | Tradizionale caduta di una grandiosa ed antichissima tela tessuta e dipinta a mano che vela il simulacro del Cristo Risorto presso la Basilica di Santa Caterina e la Chiesa di Sant'Antonio Abate |
| Domenica di Pasqua                 | marzo-aprile     | "A Cugnunta"                                          | Vizzini                     | |
| Domenica di Pasqua                 | marzo-aprile     | Diavolata                                             | Adrano                      | sacra rappresentazione settecentesca dell'eterna lotta fra il bene ed il male, che si svolge in Piazza Umberto: il dramma si compone di cinque scene, nell'ultima delle quali l'Arcangelo Michele sconfigge definitivamente Lucifero. Segue l'Angelicata, che vede due angeli offrire doni al Cristo Risorto e alla Madonna. |
| Domenica pomeriggio di Pasqua      | marzo-aprile     | A Giunta                                              | Caltagirone                 | Il fercolo di Cristo incontra quello della Madonna |
| 29                                 | aprile           | Festa di San Giuseppe                                 | Vizzini                     | |
| martedì dopo Pentecoste            |                  | Festa della Madonna dell'Itria                        | Vizzini                     | |
|                                    | maggio           | Scala infiorata                                       | Caltagirone                 | |
|                                    | maggio           | A Rusedda                                             | Caltagirone                 | |
| 1                                  | maggio           |                                                       | Pedara                      | Tradizionale pellegrinaggio alla Madonna di Tre Monti; la meta è una piccola chiesa di campagna del Seicento, |
| 5                                  | maggio           | Festa della Madonna della Catena                      | Adrano                      | |
| 10                                 | maggio           | Festa dei Santi Alfio, Filadelfo e Cirino             | Trecastagni                 | Una delle feste religiose storiche di Sicilia. Citata anche dal Verga. Famosa per i nudi che portano in spalla dei pesanti ceri votivi. per la sfilata dei carretti siciliani, per l'antico mercato degli animali, per il museo degli ex voto, ma soprattutto per il fercolo trainato da centinaia di fedeli vestiti con il saio bianco. La festa dei Santi Martiri Alfio, Filadelfo e Cirino è un evento importante per la comunità di Trecastagni e per l'intera provicina di Catania e rappresenta un momento di grande unione e di fede. La festa è anche un'occasione per conoscere la storia e la cultura della Sicilia, e per apprezzare la bellezza del territorio.                                                                              |
| 31                                 | maggio           | Festa di Maria SS. delle Grazie                       | Nicolosi                    | |
| 12-13                              | giugno           | Festa di S. Antonio di Padova                         | Nicolosi                    | Svelata del simulacro del Santo, celebrazioni eucaristiche, benedizione del Pane e degli abiti votivi in chiesa madre. |
| 13                                 | giugno           | Festa di S. Antonio di Padova                         | Trecastagni                 | |
| Prima domenica                     | luglio           | Festa di S. Antonio Abate                             | Nicolosi                    | Processione delle Reliquie e del Simulacro del Santo, benedizione degli animali, "corsa alla Sciara" e benedizione degli automezzi. |
| 11                                 | luglio           | San Benedetto Abate                                   | Militello in Val di Catania | |
| Sabato e Domenica più vicine al 16 | luglio           | Festa di Maria SS. del Carmelo                        | Trecastagni                 | La festa della Madonna del Carmelo ha inizio con la solenne Quindicina dal 1° al 15 luglio in Chiesa Madre. Giorno 16 luglio, in Chiesa Madre si svolge la Santa Messa durante la quale vengono benedetti i tradizionali "Abitini" o "Scapolari". Nel sabato e nella domenica più vicini al 16 luglio si svolge la festa esterna. Il Simulacro di Maria SS. del Carmelo, posto sul fercolo, compie un tragitto processionale lungo le vie del paese facendo una sosta al Santuario dei Santi Fratelli Martiri. Caratteristico è il Carro Mariano allestito dai giovani della Matrice; si tratta di un carro plastico dove vengono riprodotte scene animate, da personaggi viventi (bambini), della vita e della devozione a Maria SS. del Monte Carmelo. |
| 15-16                              | luglio           | Festa della Madonna del Carmelo                       | Nicolosi                    | Esposizione del Simulacro, SS. Messe e benedizione degli "Abitini o Scapolari", in serata S. Messa solenne sul sagrato antistante con processione del Simulacro portato a spalla; Albero della cuccagna (la sera della Vigilia). |
| 16                                 | luglio           | Festa di Santa Maria del Monte Carmelo                | Acireale                    | Frazione di Pennisi. |
| 25                                 | luglio           | Festa di san Giacomo                                  | Caltagirone                 | festa patronale |
| 26                                 | luglio           | Festa di Santa Venera                                 | Acireale                    | Festa patronale |
|                                    | agosto           | Festa di Santa Tecla                                  | Acireale                    | Frazione di Santa Tecla. Festa della Santa Patrona con spettacolare processione di barche illuminate sul mare e fuochi di artificio. |
| 2-3-4                              | agosto           | Festa di San Nicolò Politi                            | Adrano                      | Compatrono della città. Si svolge una processione. |
| primo fine settimana               | agosto           | Carnevale estivo                                      | Acireale                    | |
| 11                                 | agosto           | Festa di Sant'Emidio                                  | Acireale                    | Frazione di Pennisi |
| 14-15                              | agosto           | Solennità di Maria SS. del Ponte                      | Caltagirone                 | |
| 15                                 | agosto           | Festa Maria SS. Assunta                               | Randazzo, Trecastagni       | |
| seconda domenica                   | agosto           | Festa di San Giovanni Nepomuceno                      | Acireale                    | Frazione di Stazzo |
| seconda domenica                   | agosto           | Festa di S. Antonio di Padova                         | Nicolosi                    | |
| 18                                 | agosto           | Santissimo Salvatore                                  | Militello in Val di Catania | |
| 28 e 29                            | agosto           | Festa di San Giovanni Battista                        | Vizzini                     | |
| prima domenica                     | settembre        | Festa del Patrocinio della Madonna delle Grazie       | Nicolosi                    | |
| prima domenica                     | settembre        | Maria SS. Annunziata                                  | Pedara                      | Giro delle Candelore (o Cerei) la prima domenica, il secondo venerdì (sera) sabato (mattina) la domenica e il lunedì successivi (le Candelore precedono il fercolo). |
| 2 e 3                              | settembre        | Festa di San Gregorio Magno                           | Vizzini                     | Festa patronale |
| 8                                  | settembre        | Madonna della Stella                                  | Militello in Val di Catania | Principale Patrona della Città (Festa Patronale) |
| 22-23                              | settembre        | Celebrazioni in onore di S. Pio da Pietrelcina        | Nicolosi                    | |
| terza domenica                     | settembre        | Maria SS. Annunziata                                  | Pedara                      | Apertura dei Carri Mariani dei Partiti Piazza e Sant'Antonio. Processione del fercolo ligneo dell'Ottocento con il venerato simulacro della Madonna la domenica (mattina e sera) e il lunedì sera (con omaggio ai caduti); fuochi d'artificio; luminarie artistiche e concerti sinfonici. |
| terza domenica                     | settembre        | Festa di Maria SS. dell'Aiuto                         | Trecastagni                 | |
| 25                                 | settembre        | Festa del Card. Dusmet                                | Nicolosi                    | |
| Ultima domenica                    | settembre        | Festa del Sacro Cuore di Gesù Bambino                 | Trecastagni                 | |
| 1                                  | novembre         | Festa di Tutti i Santi                                | Nicolosi                    | Processione delle Confraternite fino al cimitero con S. Messa conclusiva. |
| 25                                 | novembre         | Festa di Santa Caterina d'Alessandria                 | Pedara                      | Patrona di Pedara |
| 3-4-5                              | dicembre         | Festa di santa Barbara                                | Paternò                     | Festa dedicata alla Santa Patrona di Paternò. Una delle più belle di Sicilia, famosa per le luminarie e i fuochi d'artificio e soprattutto per la grande devozione dei paternesi. Il simulacro e le reliquie di Santa Barbara vengono portati nei giorni 4 e 5 Dicembre in processione per tutta la città su un maestoso fercolo d'argento preceduto da 9 cerei. |
| 8                                  | dicembre         | Immacolata                                            | Nicolosi                    | |
| 6-24                               | dicembre         | Novena di Natale                                      | Nicolosi                    | Tutti i giorni alle 6 del mattino. |
| 24                                 | dicembre         | Notte di Natale attorno al "Ceppo".                   | Nicolosi                    | |
|                                    | dicembre-gennaio | Presepi                                               | Caltagirone                 | |

### Provincia di Caltanissetta
| Data            | Data            | Festività                   | Città         | Note |
| --------------- | --------------- | --------------------------- | ------------- | --- |
|                 | Settimana Santa | Settimana Santa             | Caltanissetta | |
| 8               | maggio          | Vacanza di San Michele      | Caltanissetta | Ricorrenza, dedicata al santo patrono, nell'anniversario dell'apparizione del santo a Francesco Giarratana, frate cappuccino a cui viene ricondotta l'origine della devozione della città a san Michele.           |
| 10              | maggio          | Festa di San Cataldo        | San Cataldo   | |
| 18              | luglio          | Fondazione della Città      | San Cataldo   | |
| ultima domenica | luglio          | Festa di San Calogero       | Campofranco   | |
| 6               | agosto          | Festa del Redentore         | Caltanissetta | È legata alla costruzione del monumento al Redentore, sul monte San Giuliano, voluta da papa Leone XIII insieme all'edificazione di altri diciannove monumenti in tutta Italia in occasione del Giubileo del 1900. |
| 8               | settembre       | Festa Maria SS dei Miracoli | Mussomeli     | |
| 29              | settembre       | Festa di San Michele        | Caltanissetta | Festa patronale, al quale viene attribuito il miracolo di aver salvato la città dalla peste nel 1625. |
| 28              | dicembre        | Processione dei Tre Santi   | Caltanissetta | Vengono portate in processione le statue di San Michele, del Redentore e dell'Immacolata |

### Provincia di Enna
| Data             | Data            | Festività                                                | Città           | Note |
| ---------------- | --------------- | -------------------------------------------------------- | --------------- | --- |
|                  | Settimana Santa | Settimana Santa                                          | Enna            | |
| mercoledì Santo  | Settimana Santa | Addolorata degli Angioletti                              | Assoro          | Una processione di oltre cinquanta bambini portano i simboli della Passione: la croce, i chiodi, la lancia e la corona di spine dalla chiesa dello Spirito Santo fino alla chiesa Madre |
| Venerdì Santo    | Settimana Santa | Venerdì Santo                                            | Assoro          | Processione del Cristo portato a spalla dalla congregazione dei "Nudi" a piedi scalzi con al seguito la congregazione di "Maria Santissima Addolorata". I Nudi sono 64. Il fercolo ha il nome di u Munti. La cerimonia dura dalle 21 alle 4 del mattino. Prima della processione viene celebrata all'interno della chiesa madre, una cerimonia della congregazione "del Crocefisso" |
| Venerdì Santo    | Settimana Santa | Venerdì Santo                                            | Cerami          | |
| 19               | marzo           | Festa di San Giuseppe                                    | Leonforte       | Festa patronale |
| prima settimana  | maggio          | Festeggiamenti del Signuruzzu du Lacu (Signore del Lago) | Enna            | |
| 3                | maggio          | Maria Santissima delle Vittorie                          | Piazza Armerina | |
| 29, 30 e 31      | maggio          | Festa di Santa Petronilla vergine e martire              | Assoro          | Festa patronale |
| ultimo sabato    | maggio          | Festa di San Michele Arcangelo                           | Cerami          | |
| prima domenica   | luglio          | "Incontro" tra San Giuseppe e Maria Santissima           | Cerami          | |
| 2                | luglio          | Festa di Maria SS. della Visitazione                     | Enna            | |
| ultima domenica  | luglio          | Festa di Sant'Antonio Abate                              | Cerami          | Preceduti, il giorno prima, dalla "Cavalcata“ |
| 12-13-14         | agosto          | Palio dei Normanni                                       | Piazza Armerina | |
| seconda domenica | agosto          | Madonna SS. del Carmelo                                  | Cerami          | |
| 16               | agosto          | La Principessa del Castello                              | Sperlinga       | |
| 16               | agosto          | Festa della Madonna del Carmelo                          | Leonforte       | Festa patronale |
| terza domenica   | agosto          | Festa Maria Santissima degli Angeli                      | Assoro          | Viene celebrata con una suggestiva processione. Il fercolo viene portato a spalla dai congreganti a piedi nudi, vestiti di un saio bianco. |
| ultima domenica  | agosto          | Festa della Madonna di Valverde                          | Enna            | |
| 27               | agosto          | Ntrata u lauru                                           | Cerami          | Sfilata di bandiere di alloro che i credenti portano di peso sulla testa. |
| 28               | agosto          | Festa di San Sebastiano                                  | Cerami          | |
| prima domenica   | settembre       | Festa della Madonna dei Carusi                           | Enna            | |
| 7-8              | settembre       | Madonna della Lavina                                     | Cerami          | Suggestivo è il lungo pellegrinaggio attraverso cui i fedeli, la notte fra il 6 e il 7 settembre, rendono omaggio alla Madonna: partendo dal paese vicino, Troina, i pellegrini raggiungono a piedi, molti anche scalzi, al santuario. |
| 10               | settembre       | Festeggiamenti di San Nicolò da Tolentino                | Assoro          | |
| 13-14            | settembre       | Festa del SS. Crocifisso di Papardura                    | Enna            | |
| 4-5              | dicembre        | Festa del Beato Girolamo De Angelis                      | Enna            | |
| 8                | dicembre        | Festa dell'Immacolata                                    | Enna            | |

### Provincia di Messina
| Data                    | Data         | Festività                                         | Città                                     | Note |
| ----------------------- | ------------ | ------------------------------------------------- | ----------------------------------------- | --- |
| fino al 6               | gennaio      | Presepe vivente                                   | Castroreale                               | |
| 6                       | gennaio      | Presepe vivente e fiaccolata                      | Vulcano                                   | |
| terza domenica          | gennaio      | Festa di Sant'Antonio abate                       | San Marco d'Alunzio                       | |
| 13                      | febbraio     | S. Bartolo dei pescatori                          | Lipari                                    | Al mattino vi è un'asta pubblica tra le famiglie dei pescatori il cui ricavato viene devoluto alla chiesa. Processione con costumi religiosi tradizionali e finale con giochi pirotecnici.                          |
| 5                       | marzo        | S. Bartolo dei contadini                          | Lipari                                    | Processione e giochi pirotecnici. |
| 19                      | marzo        | Tavuliata di San Giuseppe                         | Malfa                                     | Lunga tavolata con gli isolani. |
| Terza domenica          | marzo        | Tavuliata di San Giuseppe                         | Lingua, Salina                            | Lunga tavolata con gli isolani. |
| ultimo venerdì          | marzo        | Festa del Crocifisso di Aracoeli                  | San Marco d'Alunzio                       | |
| venerdì Santo           | marzo-aprile | Processione del venerdì Santo                     | Taormina                                  | |
| venerdì Santo           | marzo-aprile | Processione del venerdì Santo                     | Lipari                                    | Tutte le confraternite indossano i costumi religiosi tipici e portano per le vie del paese le antiche statue (varette). Segue la banda musicale che sfila preceduta da bambini che agitano delle trottole rumorose. |
| Settimana Santa         | marzo-aprile | Processione del Cristo Lungo                      | Castroreale                               | |
| Domenica di Pasqua      | marzo-aprile | Pasqua                                            | Lipari, Contrada Val di Chiesa a Filicudi | La processione in costumi religiosi, che vede l'incontro di due cortei della Madonna e di Gesù. |
| Corpus Domini           | marzo-aprile | Festa del Corpus Domini                           | Taormina                                  | |
| 5                       | aprile       | Festa di S. Vincenzo                              | Ginostra                                  | |
| 1                       | maggio       | Tavuliata di San Giuseppe                         | Leni                                      | Lunga tavolata con gli isolani. |
| 2                       | giugno       | Giornata medioevale                               | San Marco d'Alunzio                       | |
| Prima domenica          | luglio       | Madonna delle Grazie                              | Gelso, Vulcano                            | |
| 9                       | luglio       | Festa di San Pancrazio                            | Taormina                                  | Festa patronale |
| Seconda domenica        | luglio       | Maria SS di Porto Salvo                           | Lipari                                    | Processione di barche che si snoda nel mare antistante la Baia. Bancarelle e concerti. |
| terza e quarta domenica | luglio       | Festa di San Cristoforo                           | Canneto                                   | |
| 17                      | luglio       | Festa di Santa Marina                             | Santa Marina Salina                       | Festa della patrona di Santa Marina Salina. |
| 23                      | luglio       | Festa della Madonna del Terzito                   | Leni                                      | Con processione e bancarelle |
| 26                      | luglio       | Festa di S. Anna                                  | Malfa                                     | |
| Ultima domenica         | luglio       | Festa di S. Vincenzo                              | frazione di Scari, Stromboli              | Festeggiamenti in onore del Santo |
| 31                      | luglio       | Festa dei Santi Patroni Marco e Nicola            | San Marco d'Alunzio                       | Festa patronale |
| 2                       | agosto       | Festa di San Basilio                              | San Marco d'Alunzio                       | |
| 3                       | agosto       | Festa di Santo Stefano                            | Contrada Val di Chiesa a Filicudi         | Festa patronale |
| Seconda Domenica        | agosto       | Rappresentazione del Martirio di Santa Lucia V.M. | Savoca                                    | Festa patronale seicentesca |
| 7                       | agosto       | Festa di S. Gaetano                               | Acquacalda, Leni                          | Processione di barche a Leni. |
| 10                      | agosto       | Festa di San Lorenzo                              | Malfa                                     | Patrono di Malfa |
| 13 - 14                 | agosto       | I giganti                                         | Messina                                   | |
| 15                      | agosto       | A vara                                            | Messina                                   | |
| 15                      | agosto       | Palio dell'Assunta                                | San Marco d'Alunzio                       | Festa medievale |
| 23                      | agosto       | Processione del Cristo Lungo                      | Castroreale                               | |
| 24                      | agosto       | Festa di S. Bartolomeo                            | Stromboli, Lipari                         | Processione e celebrazioni religiose in onore del Santo |
| 25                      | agosto       | Processione del Cristo Lungo                      | Castroreale                               | |
| 27                      | agosto       | Festa di San Bartolomeo                           | Lingua, Salina                            | patrono di Lingua |
|                         | settembre    | Festa del mare                                    | Filicudi                                  | Un corteo di barche si dirige verso la grotta del Bue Marino. Sul fondale si deposita una scultura che raffigura Eolo.                                                                                              |
| 6-8                     | settembre    | Maria SS della catena                             | Quattropani                               | |
| 8                       | settembre    | Festa di Santa Maria Bambina                      | Malfa                                     | |
| 14                      | settembre    | Santa Croce                                       | Pianoconte, Lipari                        | |
| 2                       | ottobre      | Festa dell'angelo custode                         | Piano di Vulcano, Vulcano                 | Festa religiosa con processione e festa in piazza |
| 11                      | novembre     | Festa di S Martino                                | Pianoconte, Lipari                        | |
| periodo Natalizio       | dicembre     | Novena natalizia                                  | San Marco d'Alunzio                       | |
| Dal 20                  | dicembre     | Presepe vivente                                   | Castroreale, Lipari                       | |
| 31                      | dicembre     | Festa di San Silvestro                            | Castroreale                               | Festa patronale |

### Provincia di Palermo
| Data                  | Data            | Festività                                                             | Città                                                                  | Note |
| --------------------- | --------------- | --------------------------------------------------------------------- | ---------------------------------------------------------------------- | --- |
| 6                     | gennaio         | Epifania o Teofania bizantina                                         | Comuni dell'Eparchia di Piana degli Albanesi                           | Festa cristiano-cattolica di rito bizantino |
| 17                    | gennaio         | Festa di Sant'Antonio in Grande                                       | Comuni dell'Eparchia di Piana degli Albanesi                           | Festa cristiano-cattolica di rito bizantino |
| 20                    | gennaio         | Festa di San Sebastiano                                               | Ciminna                                                                | |
|                       | carnevale       | A carnivalata                                                         | Petralia Soprana                                                       | Festa di Carnevale |
| 1                     | marzo           | Festa di San Leoluca                                                  | Corleone                                                               | |
| 9                     | marzo           | Festa di San Basilio Vitale                                           | Castronovo di Sicilia                                                  | |
| 19                    | marzo           | Festa di San Giuseppe                                                 | Vari comuni, fra cui Geraci Siculo, Chiusa Sclafani, Bagheria, Isnello | Festa patronale a Bagheria |
| Sabato                | Settimana Santa | A calata a tila                                                       | Petralia Soprana                                                       | La discesa della tela |
|                       | Settimana Santa | Settimana Santa                                                       | Castelbuono                                                            | solenni quarant'ore; processioni della Reposizione; Venerdì santo furriata i sepurcra e processione del Cristo morto                                       |
| Pasqua                | marzo-aprile    | Ballo dei diavoli                                                     | Prizzi                                                                 | Festa pasquale |
| Pasqua                | marzo-aprile    | U 'ncuontru                                                           | Petralia Soprana                                                       | |
| Pasqua                | marzo-aprile    | Pasqua Albanese di rito bizantino                                     | Comuni dell'Eparchia di Piana degli Albanesi                           | Pasqua Arbëreshe |
| martedì di Pasqua     | marzo-aprile    | Festa della Madonna delle Grazie                                      | Palazzo Adriano                                                        | Festa cristiano-cattolica di rito bizantino |
| 23                    | aprile          | Festa di San Giorgio                                                  | Piana degli Albanesi, Prizzi                                           | Festa patronale a Piana degli Albanesi |
| Martedì di Pentecoste | aprile-maggio   | Festa della Madonna dell'Entrata                                      | Palazzo Adriano                                                        | Festa cattolica di rito bizantino |
| Martedì di Pentecoste | aprile-maggio   | Festa del S.S. Crocifisso                                             | Chiusa Sclafani                                                        | |
| 1                     | maggio          | Primo maggio                                                          | Comuni dell'Eparchia di Piana degli Albanesi                           | Festa cattolica di rito bizantino, Memoria di Maria Vergine, Festa dei novelli sposi                                                                       |
| 1                     | maggio          | SS. Crocifisso                                                        | Isnello                                                                | |
|                       | maggio          | Festa della transumanza                                               | Geraci Siculo                                                          | |
| prima domenica        | maggio          | Festa del SS. Crocifisso                                              | Ciminna                                                                | |
| 3                     | maggio          | Festa del SS Crocifisso                                               | Geraci Siculo, Castelbuono                                             | |
| 13                    | maggio          | Peregrinatio Mariae                                                   | Palazzo Adriano                                                        | Evento in rito latino |
| 22                    | maggio          | Festa di santa Rita                                                   | Castelbuono                                                            | |
| 12-15                 | giugno          | Sagra della mandorla                                                  | Vicari                                                                 | |
| 14-15                 | giugno          | Sagra delle ciliegie                                                  | Chiusa Sclafani                                                        | |
| 15                    | giugno          | Festa di San Vito                                                     | Ciminna                                                                | Festa patronale |
| 18                    | giugno          | Festa di San Calogero                                                 | Palazzo Adriano                                                        | Festa cattolica di rito bizantino |
| 24                    | giugno          | Festa di San Giovanni Battista                                        | Vari comuni, fra cui Castelbuono, Palazzo Adriano                      | Festa cattolica di rito bizantino |
| 25-29                 | giugno          | Festa SS Apostoli Pietro e Paolo                                      | Petralia Soprana                                                       | Festa patronale |
| 29                    | giugno          | Il raffreddamento del piombo                                          | Palazzo Adriano                                                        | Festa in cui si fa liquefare pezzi di piombo e una volta raffreddati interpretare la figura ottenuta                                                       |
| 10-15                 | luglio          | Palermo                                                               | Festa patronale (Festino di Santa Rosalia)                             | |
| seconda domenica      | luglio          | Festa Maria SS Annunziata                                             | Geraci Siculo                                                          | |
| 16                    | luglio          | Madonna del Carmine                                                   | Isnello                                                                | |
| terza domenica        | luglio          | Festa dei pastori                                                     | Geraci Siculo                                                          | |
| 17-27                 | luglio          | Festa di Sant'Anna                                                    | Castelbuono                                                            | Festa patronale |
| 26                    | luglio          | Festa di Sant'Anna                                                    | Santa Flavia                                                           | |
| 31                    | luglio          | Festa San Giovanni Bosco                                              | Isnello                                                                | |
| 31-01                 | luglio          | Sagra della Cuccìa                                                    | Palazzo Adriano                                                        | Festa albanese |
| 1                     | agosto          | Primo di agosto                                                       | Comuni dell'Eparchia di Piana degli Albanesi                           | Festa cattolica di rito bizantino |
| 1-14                  | agosto          | Paraklisis                                                            | Comuni dell'Eparchia di Piana degli Albanesi                           | |
| prima settimana       | agosto          | Giostra dei ventimiglia                                               | Geraci Siculo                                                          | |
| 2 - 6                 | agosto          | Festa del Santissimo Salvatore della Trasfigurazione                  | Cefalù                                                                 | |
| 6                     | agosto          | Festa SS Salvatore                                                    | Petralia Soprana                                                       | |
| seconda settimana     | agosto          | Sagra della Spiga                                                     | Gangi                                                                  | |
| seconda domenica      | agosto          | Festa di San Giacomo                                                  | Geraci Siculo                                                          | |
| metà mese             | agosto          | Festa di San Carlo Borromeo                                           | Chiusa Sclafani                                                        | |
| 16                    | agosto          | La Fiera                                                              | Palazzo Adriano                                                        | Festa cristiano bizantina |
|                       | agosto          | Giostra degli stendardieri                                            | Petralia Soprana                                                       | |
| 18-21                 | agosto          | Festa Madonna SS di Costantinopoli e mostra mercato "Fiera del colle" | Lercara Friddi                                                         | |
| 24                    | agosto          | Festa di San Bartolo                                                  | Geraci Siculo                                                          | Festa patronale |
| prima domenica        | settembre       | Pane di San Giuseppe                                                  | Palazzo Adriano                                                        | Festa in rito latino |
| 5,6,7                 | settembre       | Festa San Nicolò di Bari                                              | isnello                                                                | Festa patronale di Isnello |
| 14                    | settembre       | Esaltazione della Santa Croce                                         | Vari comuni, fra cui Palazzo Adriano, Isnello, Castelbuono             | Festa cristiano bizantina |
| 15                    | settembre       | Maria Addolorata                                                      | Bagheria                                                               | |
| 4                     | novembre        | Festa religiosa di San Carlo Borromeo                                 | Chiusa Sclafani                                                        | |
| 11                    | novembre        | Festa di San Martino                                                  | Palazzo Adriano                                                        | Festa albanese |
| 6                     | dicembre        | Festa di San Nicola di Mira                                           | Vari comuni, eparchia di Piana degli Albanesi                          | Festa cattolica di rito latino e bizantino |
| 8                     | dicembre        | Immacolata Concezione                                                 | Vari comuni, fra cui Ciminna, Isnello                                  | |
| 13                    | dicembre        | Festa di Santa Lucia                                                  | Isnello                                                                | Festa in rito latino (particolare devozione presso l'eparchia di Piana degli Albanesi secondo la tradizione orientale)                                     |
| 24                    | dicembre        | La Luminaria                                                          | Isnello                                                                | Grande falò in Piazza Mazzini |
| 25                    | dicembre        | Natale                                                                | Tutti i comuni                                                         | A Castelbuono tradizionale novena in lingua siciliana (lu viaggiu) cantata presso le edicole votive del paese e le chiese                                  |
| 31                    | dicembre        | 'A Nunna vecchia                                                      | Isnello                                                                | I bambini del paese girano di porta in porta al suono di grossi "campanacci", ricevendo caramelle, dolci tipici chiamati "Corna" e auguri per l'anno nuovo |

### Provincia di Ragusa
| Data                                         | Data     | Festività                                         | Città           | Note |
| -------------------------------------------- | -------- | ------------------------------------------------- | --------------- | --- |
| 11                                           | gennaio  | Festa di San Giovanni                             | Vittoria        | Si celebra a ricordo del terribile terremoto che nel 1693 distrusse la Sicilia sud-orientale.                                                                        |
| martedì che precede l'inizio della Quaresima |          | Festa della "patena"                              | Ispica          | basilica di Santa Maria Maggiore |
| 19                                           | marzo    | Festa di San Giuseppe                             | Comiso, Ispica  | |
|                                              | Pasqua   | Settimana Santa                                   | Ispica          | Vedi: Settimana santa di Ispica |
|                                              | Pasqua   | Festa dell'Annunziata                             | Comiso          | Chiesa SS Annunziata |
| 23                                           | aprile   | Festa di San Giorgio                              | Modica e Ragusa | |
| terza domenica                               | maggio   | Festa dell'Addolorata                             | Comiso          | Duomo Santa Maria delle Stelle |
| 13                                           | giugno   | Festa di sant'Antonio da Padova                   | Ispica          | chiesa di Santa Maria del Gesù |
| 24                                           | giugno   | San Giovanni Battista                             | Ragusa          | |
| prima domenica                               | luglio   | Festa della Madonna delle Grazie                  | Ispica          | Chiesa della Madonna delle Grazie |
| seconda domenica                             | luglio   | Festa di San Biagio                               | Comiso          | Festa patronale con processione a piedi scalzi. |
| domenica successiva al 16 luglio             | luglio   | Festa della Beata Vergine Maria del Monte Carmelo | Ispica          | Festa patronale |
| prima metà                                   | agosto   | Palio dell'Assunta                                | Ispica          | Giochi di squadra in acqua |
| 15                                           | agosto   | Festa dell'Assunzione                             | Ispica          | Con la processione del simulacro e la partecipazione di "confrati" e "fazzoletti rossi". La festa prosegue la sera con uno spettacolo musicale e fuochi d'artificio. |
| 8                                            | dicembre | Festa dell'Immacolata                             | Comiso          | |
| 13                                           | dicembre | Festa di santa Lucia                              | Ispica          | |
| Natale                                       | dicembre | Presepe vivente                                   | Ispica          | Parco della Forza |

### Provincia di Siracusa
| Data                       | Data            | Festività                             | Città                       | Note |
| -------------------------- | --------------- | ------------------------------------- | --------------------------- | --- |
| 19                         | febbraio        | Festa di San Corrado                  | Avola, Noto                 | |
| 19                         | marzo           | Festa di San Giuseppe                 | Augusta, Avola, Francofonte | A Francofonte processione di San Giuseppe, Maria ed il Bambino, fatta con personaggi del luogo (anticipata alla domenica) |
|                            | Settimana Santa | Settimana Santa                       | Augusta, Ferla, Francofonte | A Ferla è interessante l'evento del Sabato Santo (Sciaccariata) quando dopo la mezzanotte vengono spente le luci del paese e accese le Sciaccare, delle fiaccole che seguono il fercolo del Cristo Risorto. A Francofonte con le relative processioni del Triduo pasquale e una Via Crucis vivente |
| terza domenica dopo Pasqua |                 | Festa di San Giuseppe A' Spiga        | Augusta                     | |
| Prima domenica             | maggio          | Santa Lucia delle quaglie             | Siracusa                    | Si ricorda l'arrivo di una nave con un carico di a seguito di una carestia in città, evento attribuito alla protezione di Santa Lucia. Per l'occasione si lasciano volare delle quaglie dalla Piazza del Duomo. |
| seconda domenica           | maggio          | Festa di San Sebastiano               | Avola                       | |
| terza domenica             | maggio          | Infiorata                             | Noto                        | La centralissima via Nicolaci viene ricoperta di splendidi mosaici realizzati con petali di fiori. Seguendo un argomento che cambia ogni anno gli infioratori realizzano diverse rappresentazioni colorate. Il festival attira migliaia di turisti ogni anno. |
| 24                         | maggio          | Festa di San Domenico                 | Augusta                     | |
| 28-29                      | giugno          | Festa di San Paolo                    | Palazzolo Acreide           | |
| ultima domenica            | giugno          | Festa del Sacro Cuore di Gesù         | Augusta                     | |
| 20                         | luglio          | Festa di San Sebastiano               | Ferla                       | |
| ultima domenica            | luglio          | Festa di Santa Venera                 | Avola                       | |
| 5                          | agosto          | Festa della Madonna della Neve        | Francofonte                 | patrona di Francofonte |
| 8-10                       | agosto          | Festa di San Sebastiano               | Palazzolo Acreide           | |
| 15                         | agosto          | Festa dell'Assunzione                 | Siracusa                    | |
| metà                       | agosto          | Palio del mare                        | Siracusa                    | |
| ultima domenica            | agosto          | Festa estiva di San Corrado           | Noto                        | |
| ultima domenica            | agosto          | Festa patronale SS. Madonna del Bosco | Buscemi                     | Accompagnato dai devoti e dalla banda, il simulacro di Buscemi entra in città dal suo santuario nel bosco e percorre tutto il paese, fermadosi a soste come chiese o tratti tradizionali. Con lo sparo di cartine entra spettacolarmente alle 13 nella Matrice del paese, riuscendo di sera per il percorso illuminato dalle luminarie, seguito da uno spettacolo pirotecnico. Sette giorni dopo, per l'ottava, ritorna infine nel santuario fuori città. |
| terza domenica             | settembre       | Festa della SS Maria Addolorata       | Palazzolo Acreide           | |
| prima domenica dopo il 29  | settembre       | Festa di San Michele                  | Palazzolo Acreide           | |
| prima domenica             | ottobre         | Festa di San Francesco                | Francofonte                 | |
| 13 e 20                    | dicembre        | Festa di Santa Lucia                  | Siracusa                    | Festa in onore della patrona della città con processione e fuochi d'artificio, il 20 avviene la processione inversa che riporta il fercolo al Duomo. |